# فيليب دي سان روبار
فيليب دي سان روبار (بالفرنسية: Philippe de Saint Robert) كاتب فرنسي ولد في 26 سبتمبر 1934 في باريس, وهو مختص في تاريخ الجمهورية الخامسة والسياسة الخارجية، ومؤلف كتب عديدة، ورئيس لجنة التحكيم لجائزة كومبور شاتوبريان،

## حياته
ولد باسم فيليب جان جانميت في 26 سبتمبر 1934 في باريس،  لأب مهندس.
درس العلوم الاقتصادية وتاريخ القانون والقانون الروماني، كذلك كان طالبا في المدرسة العلية للصحافة في باريس، وفي المدرسة التطبيقية للدراسات العليا، والمدرسة العليا للدفاع الوطني.
في سنة 1974 تمكن من الحصول على حق استعمال اسم «سان روبير» الذي كان يحمله أسلافه.

## أعماله
ينتمي للتيار الديغولي، ومؤلف عدد من الأعمال المخصصة للجنرال ديغول والديغولية وأحداث الجمهورية الخامسة، هو أيضا ناقد أدبي خاصة كتابات حول مارلو ومورياك، ومن المدافعين عن اللغة الفرنسية، كذلك ألف مؤلفات عديدة حول هنري دي مونترلان.
هو عضو في مؤسسة شارل ديغول والمؤسس والرئيس لجمعية صيانة ونشر اللغة الفرنسية، هو أيضا أول من حصل على جائزة كومبور شاتوبريان التي يرأس لجنة تحكيمها منذ سنة 1991.
من 1984 إلى 2003 كان عضوا في المجلس الأعلى للفرنكوفونية، وكان مرشحا للأكاديمية الفرنسية سنة 2008. وهو أيضا عضو لجنة تحكيم جائزة فلسطين.

## أوسمة
- وسام جوقة الشرف من رتبة فارس
- وسام التاج البلجيكي

## كتبه
- لعبة فرنسا 1967
- مونثرلان المنفصل 1970
- لعبة فرنسا في المتوسط 1970
- قواعد الشرعية الشعبية 1970
- نفس الألم المتوحش 1973
- الحكم  السباعي الموقف 1977
- مخاطبة الكلاب النائمة[8] 1979
- رماد منتصف النهار[9] 1983
- رسالة مفتوحة إلى الذين يفقدون لغتهم الفرنسية[5] 1986
- قضية اللغة الفرنسية 1987
- ديغول، استشهادات[10] 1990
- أوروبا اللاعقلانية[11] 1992
- مونثرلان أو تغيير فرقة النهار،[6] الرسائل الجميلة 1992
- أسرار الأيام، سيرة تحت حكم الجمهورية الخامسة[12] 1995
- النظرة التراجيدية لسيمون فيل[13] 1999
- ديغول وشهوده، لقاءات تاريخية وأدبية[14] 1999
- نصيبي من فرنسا، حوارات مع بيير ميسمير[15]  2003
- الكتابة ليست لعبة[16] 2009
- جوان 1940 أو تناقضات الشرف[17] 2010
- مونثرلان أو الأستنكار التراجيدي[18] 2012